# Иванка Гръбчева
Иванка Димитрова Гръбчева е българска режисьорка, дъщеря на Димитър Гръбчев и Митка Гръбчева.

## Биография
През 1966 г. се дипломира във Висшия институт за филмово изкуство в Бабелсберг, Германия, със специалност „Кино и телевизионна режисура“. Работи в Студията за игрални филми „Бояна“ където е режисьорка (1967 – 1991) и художествена ръководителка на творческия колектив „Алфа“ (1987 – 1991).
През 1978 – 1991 г. е преподавателка по кинорежисура и филмов монтаж в катедрата „Кино и телевизия“ при Националната академия за театрално и филмово изкуство.
През 1998 – 2004 г. преподава кино- и телевизионна режисура във факултета по изкуства на Великотърновския университет „Св. св. Кирил и Методий“.
Филмите ѝ се ползват с голяма посещаемост. Често работи в тандем със сценаристите братя Мормареви, със сценариста Георги Данаилов и с оператора Яцек Тодоров. Членува в Съюза на българските филмови дейци. Награждавана е с ордени и медали, със званието „заслужил артист“.
В последните години преди смъртта си Иванка Гръбчева участва активно в обществения живот с публикации и интервюта. Една от последните ѝ публикации е от февруари 2013 г. във в. „Преса“ под заглавие „Терористи ли бяха българските евреи!“.
Умира на 26 май 2013 г. 

## Филмография

### Игрални филми
- Един миг свобода (1969)
- Глутницата (1971)
- Деца играят вън (тв, 1973) – (с детето Димитър Ганев)
- Изпити по никое време (1974)(с Николай Теохаров)
- При никого (1974) – (със Стойчо Мазгалов)
- Хирурзи (1975) – (с Васил Михайлов)
- Войната на таралежите (1977) – телевизионен сериал (с Цветана Манева, детето Димитър Ганев и др.)
- Пришествие (1981)
- Най-тежкият грях (1982)
- Златната река (1983) – (с Джоко Росич, Игор Марковски и др.)
- 13-та годеница на принца (1984) – (с Георги Парцалев, Георги Мамалев и др.)
- Ева на третия етаж (1987) – (с Марин Янев)
- Брачни шеги (1989)
- Разводи, разводи (1989)
- Карнавалът (1989)
- Жребият (1993) – (с Коста Цонев)
- Една калория нежност (2003)

### Филмови сериали
- Войната на таралежите – 5 еп. х 58 мин. (1979)
- В името на народа – 8 еп. х 58 мин. (1984) (с Ирен Кривошиева)
- Жребият – 7 еп. х 56 мин. (1996)
- Ваканцията на Лили 6 еп. х 56 мин (2006)

### Телевизионни сериали
- Бодлите на таралежите – 10 еп. х 27 мин. (1997)
- Големите игри – 10 еп. х 27 мин. (2000)
- Усмивките на таралежите – предаване за деца (1996 – 1997)

### Учебно кино
- Мечта Коли (1976), учебен филм по руски език, игрален, ч/б

## По-значими международни и национални награди за филмите
Деца играят вън
- Москва, 1972: Награда за дебют в детското кино

Изпити по никое време
- Хихон /Испания/, 1974: Голямата награда „Златен Пелайо“, Награда за най-добър сценарий, Награда на ЮНЕСКО, Награда на СИФЕЖ, Награда на зрителите
- Сантарем /Португалия/, 1974: Награда на зрителите
- Варна 1974: Втора награда

При никого
- Москва 1975: Сребърна награда
- Техеран 1975: Златен делфин, Награда на иранската филмотека

Хирурзи
- Варна 1976: 7-и Международен филмов фестивал на Червения кръст, Сребърен медал

Войната на таралежите
- Мадрас /Индия/ 1981: Награда на зрителите

Златната река
- Варна 1984: Първа награда, Награда за най-добър сценарий

13-а годеница на принца
- Варна 1987: Награда за най-добър детски филм

Ева на третия етаж
- Варна 1988: Международен филмов фестивал на Червения кръст, Сребърен медал

Една калория нежност
- Варна 2003: Международен филмов фестивал „Любовта е лудост“ – Специална награда
- Пловдив 2004: Международен фестивал „Златна ракла“ – Награда за най-добра женска роля в лицето на актрисите Мария Каварджикова, Цветана Манева, Пламена Гетова, Мариана Жикич и Жени Александрова.